# Lestes stultus
Lestes stultus – gatunek ważki z rodziny pałątkowatych (Lestidae). Występuje na terenie Ameryki Północnej.